# Kliny Zacisze
Kliny Zacisze – osiedle Krakowa wchodzące w skład Dzielnicy X Swoszowice, niestanowiące jednostki pomocniczej niższego rzędu w ramach dzielnicy. Osiedle to znajduje się między Kobierzynem a Borkiem Fałęckim.